# 太陽 (ケツメイシの曲)
「太陽」（たいよう）は、ケツメイシのメジャー8枚目・通算11枚目のシングル。

## 解説
前作「夏の思い出」から1ヶ月半ぶりのシングル。
初回特典に虫眼鏡を封入。歌詞カードのメンバーの画像は初回盤のほうが大きくなるよう3Dで細工されている。

## 収録曲
作詞・作曲：ケツメイシ　編曲：ケツメイシ・YANAGIMAN
1. 太陽（6分22秒）
2. 行けるとこまで（6分06秒）